# Tamara Talbot Rice
(Elena) Tamara Talbot Rice (* als Tamara Abelson, 19. Juni 1904 in Sankt Petersburg; † 24. September 1993 in Gloucestershire) war eine russisch-britische Kunsthistorikerin. Sie befasste sich mit russischer und byzantinischer Kunst.
Sie war mit dem britischen Kunsthistoriker David Talbot Rice (1903–1972) verheiratet, der Byzantinist und Professor in Edinburgh war. Beide werden meist unter Talbot Rice aufgeführt, manchmal auch unter Rice.
Sie war die Tochter von Israel Boris Abelewitsch Abelson, einem Geschäftsmann mit Verbindung zum Zarenhof, und Louisa Elizabeth Vilenkin. Sie wuchs in privilegierten Verhältnissen auf und war Patentochter von Leo Tolstoi. In den Revolutionswirren 1917 floh sie mit ihrer Mutter über Finnland nach London und Paris. In England besuchte sie Schulen in Cheltenham und Oxford und studierte dann an der Universität Oxford (Oxford Home Students, später St. Agnes College). Dort traf sie neben ihrem späteren Mann auch Evelyn Waugh (dessen Freundeskreis in Oxford Anregung für Brideshead Revisited war) und Harold Acton, mit denen sie befreundet war, Christine Tew (die den Earl of Longford heiratete) und Elizabeth Winifred Jane Martin (1902–1976), die spätere Frau des Kunsthistorikers Kenneth Clark. 1924 scheiterte sie im Studium und ging zu ihrer Familie nach Paris, wo sie unter anderem als Journalistin arbeitete. Bei einem Aufenthalt in New York war sie Forschungsassistentin von Carlton Hayes an der Columbia University. 1927 heiratete sie David Talbot Rice, der in Paris beim Byzantinisten Gabriel Millet studierte, und begleitete ihn auf Ausgrabungen und Reisen in Griechenland, dem Balkan, Bulgarien, Georgien, Persien und der Türkei, wobei sie auch selbst an den Ausgrabungen beteiligt war. 1937 veröffentlichte sie mit ihrem Mann ein Buch über Ikonen in Zypern. Im Zweiten Weltkrieg arbeitete sie in der Abteilung Türkei im Ministry of Information in London. Nach dem Krieg veröffentlichte sie weiter über Kunstgeschichte und schrieb eine Biographie der Zarin Elisabeth, die sie zu rehabilitieren suchte. 
Zuletzt begann sie ihre Memoiren, die aber unvollendet blieben und von ihrer Tochter nach ihrem Tod herausgegeben wurden.

## Schriften
- mit David Talbot Rice The Icons of Cyprus, Allen and Unwin 1937
- mit David Talbot Rice Icons and their Dating: a Comprehensive Study of their Chronology and Provenance, London : Thames and Hudson, 1974
- mit David Talbot Rice Icons and their History, Woodstock (New York): Overlook Press 1974
- Icons, London: Batchworth Press, 1959
- Ancient Arts of Central Asia, New York: Praeger, 1965
- Die Kunst Russlands, Droemer Knaur 1965
  - Englisches Original: A Concise History of Russian Art.  New York: Praeger, 1963
- Czars and Czarinas of Russia. New York: Lothrop, Lee & Shepard, 1968
- mit Tancred Borenius, David Talbot Rice: Russian Art.  London: Gurney and Jackson, 1935 (Ausstellungskatalog)
- Die Skythen, Du Mont 1957
  - Englisches Original: The Scythians (Ancient Peoples and Places). New York: F.A. Praeger, 1957
- The Seljuks in Asia Minor. New York: Praeger 1961
- Die Seldschuken, Du Mont, Köln 1963
- mit David Talbot Rice: Icons: the Natasha Allen Collection. Dublin: National Gallery of Ireland, 1968
- Byzantium, London: Hart-Davis Educational 1969
- Everyday life in Byzantium, New York: Putnams, London 1967
- Elisabeth von Rußland, Callwey 1970
  - Englisches Original: Elizabeth, Empress of Russia, Weidenfeld and Nicholson 1970
- Mitwirkung an Fischer Weltgeschichte, Band 7, 8 über Rom
- Tamara: Memoirs of St. Petersburg, Paris, Oxford and Byzantium.  London: Murray, 1996 (herausgegeben von ihrer Tochter Elizabeth Talbot Rice)